# Espace profond du périnée
L'espace profond du périnée (ou sac profond du périnée) est un espace anatomique du périnée.

## Structure
L'espace profond du périnée est limité en haut par le diaphragme pelvien et en bas il est séparé de l'espace superficiel du périnée par la membrane du périnée.
Il est limité latéralement par les branches ischio-pubiennes et antérieurement par le bord inférieur de la symphyse pubienne.

## Contenu
L'espace profond du périnée contient des muscles :
- les muscles transverses profonds du périnée,
- le muscle sphincter externe de l'urètre,
- le muscle compresseur de l'urètre et le muscle sphincter urétro-vaginal chez la femme.

Il contient également :
- l'urètre membraneux masculin et la partie proximale de l'urètre féminin,
- les glandes bulbo-urétrales chez l'homme et les glandes vestibulaires principales chez la femme.